# 임종환
임종환(1964년 4월 17일 ~ 2010년 5월 23일)은 대한민국의 가수이다. 1991년 이명훈의 지도 아래 1집 《난 널 믿어》로 데뷔하여 1994년 2집 《그냥 걸었어》를 발표해 히트시켰다. 이후 1995년 3집 《그때를 아십니까》, 1996년 4집 《멋대로 생긴 총각》을 발표 주로 레게 풍의 노래를 불렀다. 그 후 2001년 뉴질랜드로 건너가 한인 라디오 방송국을 운영했고 2008년에는 트로트 싱글 음반 《사랑이 간다》를 발표하여 12년만에 가수활동을 재개하기도 했다.
그러나 2010년 5월 23일 오전 7시 직장암 말기로 투병끝에 별세했다. 향년 47세.

## 학력
- 경희대학교 토목공학과 졸업

## 앨범
- 1집 《난 널 믿어》
- 2집 《그냥 걸었어》
- 3집 《For Man》
- 4집 《I Wanna Dance》
- 싱글 《사랑이 간다》

### 가요 프로그램 1위
| 연도   | 수상 내역                                     |
| ------ | --------------------------------------------- |
| 1994년 | - 그냥 걸었어 - 7월 10일 SBS 《TV가요20》 1위 |